# نادي هيلاهوب
نادي هيلاهوب برنامج شهير للاطفال كان يعرض على تلفزيون الشباب، حقق برنامج (نادي هيلاهوب) شعبية كبيرة وواسعة بين الأطفال في العراق المحاصر آنذاك فنجحت التجربة وتبناها تلفزيون الشباب ومنظمة اليونسيف بعدها صار ناديا في ما بعد وتواصل نجاحه لمدة ثماني سنوات. بدء البرنامج في منتصف التسعينيات تقريبا إلى سنة 2003 وسبب انتهاء البرنامج هو سقوط بغداد وقصف محطة قناة الشباب وتسريح كوادر القناة...البرنامج من تقديم وليد حبوش الشهير بعمو وليد.